# واندرسون دي ماسيدو كوستا
واندرسون دي ماسيدو كوستا هو لاعب كرة قدم برازيلي في مركز الهجوم، ولد في 31 مايو 1992 في مارانهاو في البرازيل. لعب مع جمعية أرابيراكا الرياضية ونادي بارانا ونادي بوتافغو لكرة القدم ونادي بونتي بريتا ونادي غوانغجو وناسيونال ماديرا.

## وصلات خارجية
- واندرسون دي ماسيدو كوستا على موقع دوري كوريا الجنوبية (الإنجليزية)
- واندرسون دي ماسيدو كوستا على موقع قاعدة بيانات كرة القدم.إي يو (الإنجليزية)
- واندرسون دي ماسيدو كوستا على موقع Soccerway.com (الإنجليزية)
- واندرسون دي ماسيدو كوستا على موقع AS.com (الإسبانية)